# Geschichte von Cottbus

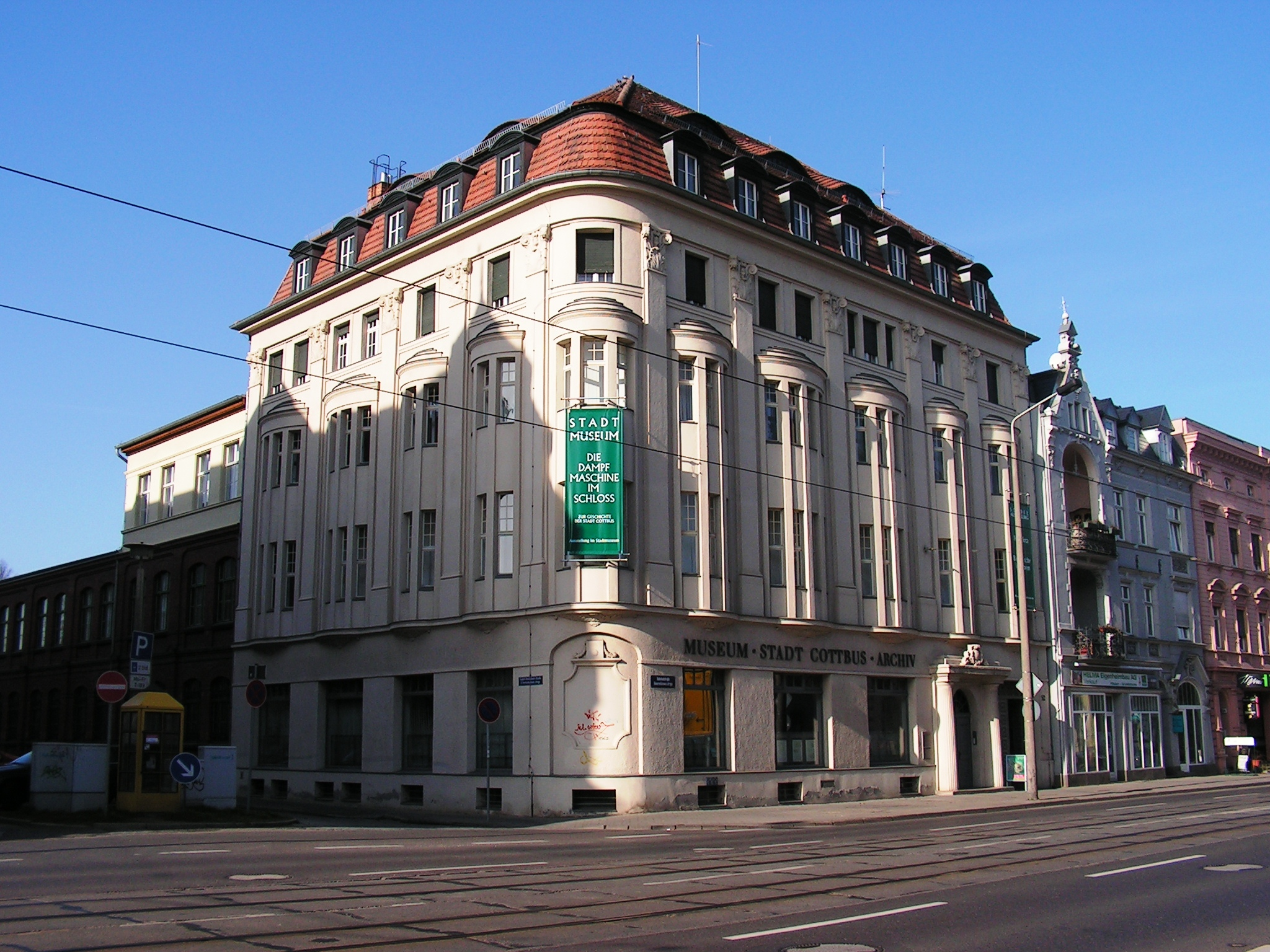
Im Stadtmuseum und dem Stadtarchiv wird die Geschichte und Kulturgeschichte der Stadt und ihrer Umgebung aufgearbeitet.

Die Geschichte von Cottbus beschreibt die Entwicklung der Stadt Cottbus in der Niederlausitz von ihren Anfängen bis in die Gegenwart. Die Stadt war Zentrum der Herrschaft Cottbus und seit 1815 des Kreises Cottbus.

## Name
In den schriftlich überlieferten Zeugnissen gibt es mehr als 130 verschiedene Schreibweisen des Namens der Stadt, der älteste bekannte Name ist Chotibuz (1156), Chodebuz (1199), einer der ungewöhnlichsten ist Kukubuzl. Weitere Beispiele sind Chotibus, Cothebuz, Kotwos, Kohebuz, Godebutz oder Godabuss und schließlich Cottbus und Kottbus.
In den Landkarten der Zeit bis 1600 wird die Stadt Kotwitz genannt, auch die Schreibweise „Kotwitz od. Cotbus“ kommt vor.
Im Niedersorbischen wird die Stadt heute als Chóśebuz bezeichnet; offiziell nennt sie sich „Cottbus/Chóśebuz“.

## Ur- und Frühgeschichte

Cottbuser Stadtteile:
1: Innenstadt (Altstadt)
2: Schmellwitz
5: Ströbitz
6: Sielow
9: Dissenchen

Fast 2000 Jahre alt sind die ersten Spuren menschlicher Besiedlung, die sich im Bereich der Cottbuser Altstadt nachweisen lassen. Im heutigen Stadtgebiet sind diese Siedlungsspuren noch wesentlich älter. Schon vor rund 4200 Jahren, in der Bronzezeit, lebten hier Menschen der Lausitzer Kultur, die ihre Verstorbenen auf zahlreichen archäologisch untersuchten Gräberfeldern in Urnen bestatteten. Auf dem Gebiet der heutigen Stadtteile Ströbitz, Schmellwitz, Sielow und Dissenchen bauten sie Lehmhütten und betrieben Viehzucht. Während der Eisenzeit wurde die Cottbuser Region durch die Angehörigen der Billendorfer Kultur genutzt. Im 3. und 4. Jahrhundert waren hier germanische Siedler ansässig.

## Mittelalterliche Geschichte

### 8. bis 11. Jahrhundert
Im Gebiet von Cottbus siedelte ab dem 7. Jahrhundert der slawische Stamm der Lusitzi. Im 8. Jahrhundert errichteten sie auf einer Talsandinsel am Westufer der Spree auf dem späteren Schlossberg einen Burgwall. Bei archäologischen Ausgrabungen konnten vier Bauphasen festgestellt werden, drei slawische und eine frühdeutsche. Im Schutz der Burg legten sie seit dem 8. Jahrhundert eine Vorburgsiedlung östlich der heutigen Oberkirche an. In spätslawischer Zeit, im 11. und 12. Jahrhundert, entstand aus dieser Vorburgsiedlung eine frühstädtische Siedlung. Die in diesem Marktort lebenden Siedler waren in der Metallverarbeitung, Töpferei, Leder- und Holzbearbeitung tätig und betrieben Ackerbau und Viehzucht.

### Ersterwähnung 1156 und Burg Cottbus im 13. Jahrhundert
Am 30. November 1156 wurde Heinricus castellanus de Chotibuz als königlicher Burggraf in einer Urkunde von Markgraf Konrad von Meißen als Zeuge erwähnt. Dies war die erste urkundliche Erwähnung von Cottbus.
1199 wurde Thymo von Codebuz in einer Urkunde für das Kloster Dobrilugk als Zeuge genannt. Seine Herkunft war mainfränkisch, aus dem Raum Aschaffenburg bis Klingenberg, das Krebswappen und die Adelsfamilie von Kottwitz / Codebus ist dort nachgewiesen. Für diese Zeit wurden ein Markt und eine Kirche in Cottbus erwähnt.
1213 wurde die Burg Cottbus an Markgraf Albrecht II. von Brandenburg als böhmisches Lehen gegeben.

### Herrschaft Cottbus im 14. und 15. Jahrhundert

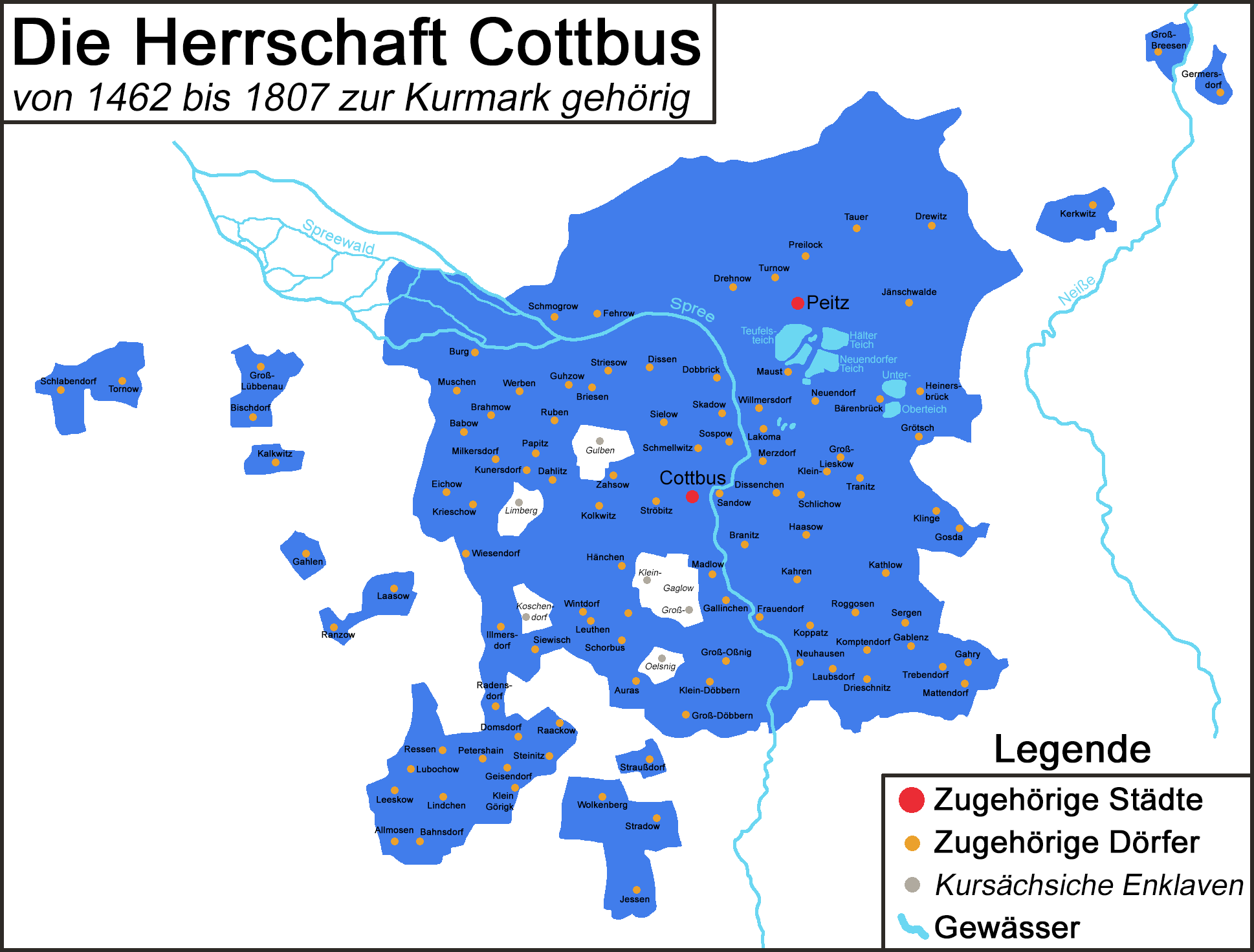
Die brandenburgische Herrschaft Cottbus

Um 1300 wurde neben dem slawischen Burgwall ein deutscher Bergfried errichtet.
Wegen Geldschwierigkeiten mussten die Wettiner 1304 die Niederlausitz verkaufen. Bis 1370 wechselte häufig der Besitz des Gebietes.
Von 1349 bis 1389 war Johann II. von Cottbus Herr von Cottbus. Er nahm unter den Lausitzer Adligen einen ersten Platz ein. Als markgräflicher und kaiserlicher Beamter war er häufig zwischen Salzwedel und Perleberg, Soldin und Landsberg, Frankfurt (Oder) und Berlin, Tangermünde und der Niederlausitz unterwegs.
Am 16. März 1357 gab Markgraf Ludwig von Brandenburg, „der Römer“ genannt, für Cottbus ein Straßenprivileg. Dieses wurde 1371 von Kaiser Karl IV. bestätigt. Darin wurde eine Handelsstraße von Böhmen über Cottbus, Fehrow und Peitz nach Frankfurt (Oder) genannt. Für das Jahr 1380 wird erstmals von dem Auftreten der Pest in Cottbus berichtet. Bis ins 17. Jahrhundert trat diese Epidemie immer wieder auf und forderte tausende Tote.

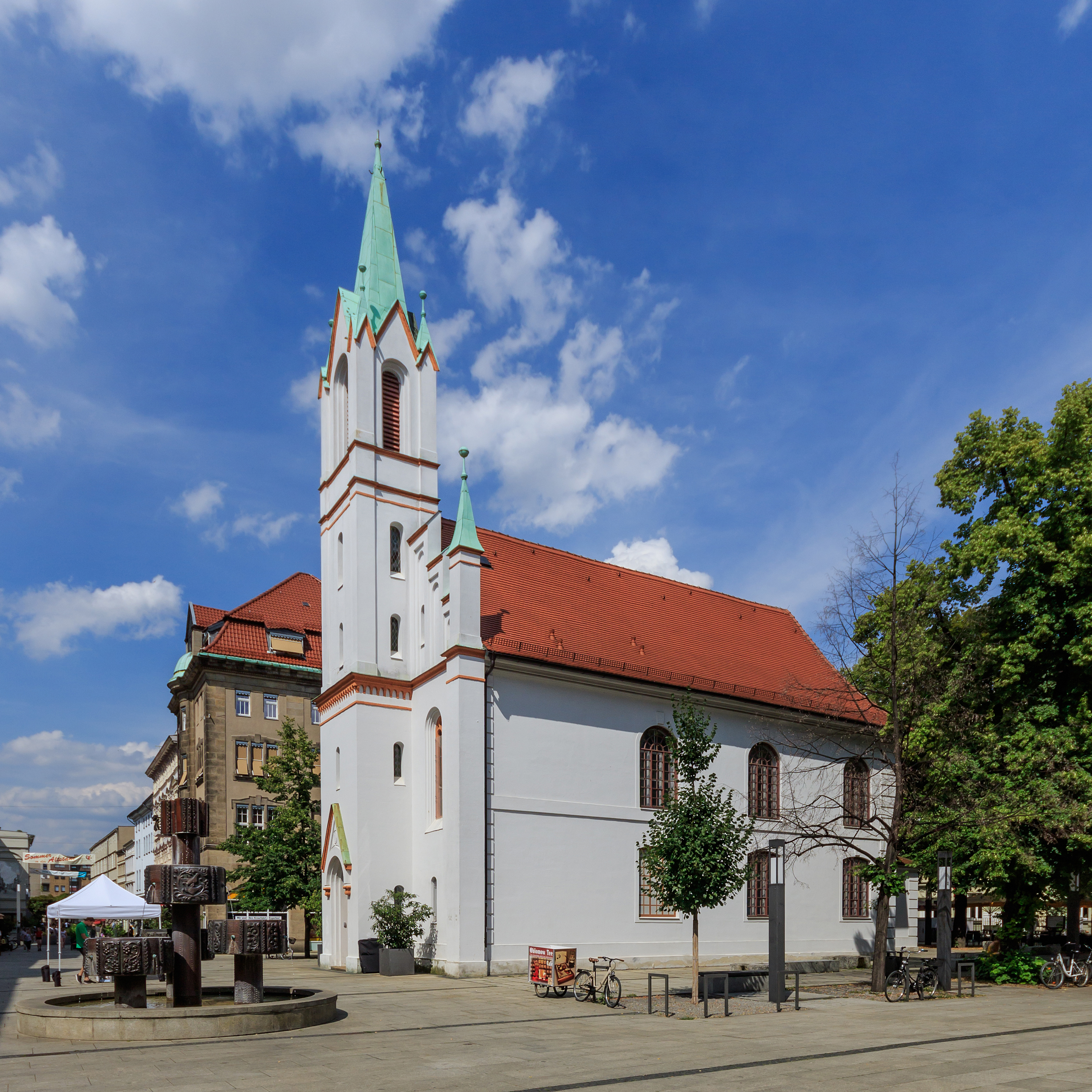
Die evangelische Schlosskirche in Cottbus, 1419 als Katharinenkirche erbaut, 1714 wiedererrichtet. Seit 2015 eine Synagoge.

Von 1387 bis 1431 führte Johann III. von Cottbus die Stadt. Er war ein rauflustiger Ritter und unter anderem an der Bibersteinschen Fehde (1387–1388) um den Besitz der Herrschaft Beeskow/Storkow und an der Priebusschen Fehde (1398–1399) beteiligt. Gegen das Bautzener Land zog er 1401 mit 800 Reitern in den Kampf. Neben den Raufhändeln behielt er aber das Wohl seiner Stadt Cottbus im Blick und baute die wirtschaftliche Grundlage ihres Wohlstands aus, was natürlich auch ihm einen Vorteil brachte. Am 11. Mai 1405 erteilte Johann III. von Cottbus nämlich den Tuchmachern der Stadt das so genannte Gewandmacherprivileg; am 29. November 1406 folgte das Leineweberprivileg. In beiden Fällen wurde detailliert die Verarbeitung der Rohstoffe und die Organisation des Handwerksbetriebes festgelegt.
Später sank er fast auf die Stufe von Raubrittern. Als seine Söhne Luther (auch Lothar) und Reinhard 1420 Cölner Kaufleute ausraubten, nahte das Ende der Herren von Cottbus, wie sich nach einem langen Rechtsstreit ergeben sollte. Zuvor wurde das Land Cottbus noch in die kriegerischen Verwicklungen während der Hussitenkriege hineingezogen. Im Oktober 1429 hatten hussitische Heerscharen unter der Führung von Andreas Prokop die Stadt Bautzen belagert. Die Herren von Cottbus hatten den Bautzenern geholfen, wie schon 1427 den Görlitzern und 1428 den Löbauern. Da die Eroberung Bautzens nicht gelang, zogen die Hussiten in die Niederlausitz. Am 20. Oktober 1429 wurde Cottbus belagert, doch die starken Befestigungsanlagen hielten dem Ansturm stand.
Nach dem Tod Johanns III. im Jahr 1431 traten seine beiden Söhne Reinhard und Luther das Erbe (je die Hälfte der Herrschaften Cottbus und Peitz) gemeinsam an. Im Juli 1441 wurden sie verurteilt, Schadensersatz an die Cölner Kaufleute zu zahlen, die sie 1420 überfallen hatten. Da die Kaufleute den Schadensersatz mit Gewalt vollstrecken wollten, begaben sich Reinhard und Luther in den Schutz des Kurfürsten Friedrich II. von Brandenburg aus dem Hause Hohenzollern.
Die Herrschaft der Herren von Cottbus war damit beendet.

## Brandenburgisch-preußische Herrschaft (1455–1815)

### Bis zur Reformation
Am 18. Juli 1445 verkaufte Reinhard seinen Anteil der Herrschaft an den brandenburgischen Kurfürsten. Am 20. Juli leisteten die Bürger den Treueeid. Seit diesem Zeitpunkt gehörte Cottbus zum brandenburgischen und später preußischen Herrschaftsbereich. In der nachfolgenden geschichtlichen Entwicklung war die Stadt lediglich während der napoleonischen Kriege von 1807 bis 1813 sächsisch. Als am 4. Juni 1455 Luther starb, gelangte auch der zweite Teil der Herrschaft an Brandenburg, das sich ein Vorkaufsrecht gesichert hatte.
Am 29. Oktober 1461 belagerte Zdenko von Sternberg Cottbus und Kurfürst Friedrich II. eilte mit Truppen herbei. Zwei Wochen später, am 11. November, kam es zu einer Schlacht. Sie endete mit einer Niederlage von Zdenko von Sternberg, aber beide Seiten mussten schwere Verluste hinnehmen.
Im September 1468 wurde durch Blitzschlag die gesamte Stadt in Brand gesetzt und bis auf den Grund vernichtet. Kaum war die Stadt wieder aufgebaut, vernichtete 1479 ein Großfeuer die Stadt. 1478 belagerte Herzog Hans von Sagan sieben Tage lang Cottbus. Die Stadt mit ihren wehrhaften Mauern und Bürgern konnte er nicht bezwingen, aber das umliegende Land wurde verwüstet. Im Jahr 1484 gab es eine große Heuschreckenplage, in deren Folge es zu einer Hungersnot kam. 1496 hielt erneut die Pest Einzug in die Stadt. Rund 2000 Menschen wurden ein Opfer dieser Seuche.
Im Jahr 1499 wurde Joachim I. Kurfürst von Brandenburg. Während seiner Herrschaftszeit ließ er Cottbus besondere Fürsorge zukommen. Im Dezember 1501 erlangten Abgesandte der Stadt bei Kurfürst Joachim I. eine ganze Reihe von Rechten. Das alte Erbrecht wurde bestätigt und für die Tuchmacher jährlich zwei Wollmärkte festgesetzt. Außerdem wurde der Bierzwang eingeführt, was bedeutete, dass innerhalb einer Meile um die Stadt nur Cottbuser Bier ausgeschenkt werden durfte. Auch die Handwerker erhielten das Meilenrecht. Außerhalb der Stadt durften keine Handwerker niedergelassen sein und innerhalb der Stadt nur der Innung Angehörende.
1522 scheiterte der erste Versuch Johannes Briesmanns, den lutherischen Glauben einzuführen. Nach dem Tod Joachims I. gelangte die Herrschaft Cottbus in den Besitz des Markgrafen Johann V. Auch er traf vorteilhafte Entscheidungen für Cottbus. 1537 setzte er die Reformation durch, das dominante Franziskanerkloster Cottbus wurde geschlossen, die Klosterkirche wurde protestantisch, wo bald in sorbischer Sprache gepredigt wurde. 1540 erließ er eine Kirchen- und Polizeiordnung für Cottbus, die für Jahrhunderte Bestand hatte. Sie regelte das öffentliche Leben im neuen Sinn, griff dabei stark in das Privatleben ein. Im Jahr 1544 musste das schwere Geschütz vom Schloss Cottbus an die Festung Küstrin abgegeben werden. 1552 wütete erneut die Pest in Cottbus und forderte 1783 Opfer. Am 13. Januar 1571 starb Markgraf Johann V. im Alter von 57 Jahren. Seine Ländereien samt Cottbus fielen wieder an Kurbrandenburg zurück. Dort regierte Kurfürst Johann Georg.

### Bis zum Ende des Dreißigjährigen Krieges (1571–1648)

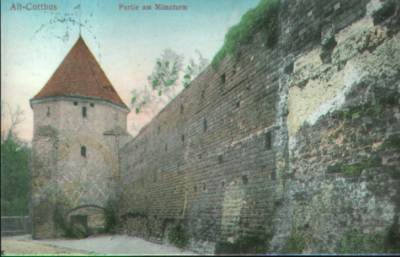
Der Münzturm

Anfang September des Jahres 1600 vernichtete ein Großbrand die gesamte Stadt. Neben den Wohnhäusern brannten auch die Kirchen, das Rathaus, die Schule, das Schloss und das Hospital ab. Nur neun kleine Häuser überstanden die Katastrophe. Der Kurfürst stellte Bauholz zur Verfügung und sprach Steuerbefreiungen für fünf Jahre aus. Auch das 1543 geliehene Kirchensilber gab er zurück. Im Zuge des Wiederaufbaus der Stadt erhielt der Münzturm im Jahr 1603 ein neues Dach mit Wetterfahne und Krebs.
Am 14. Juni 1620 erreichten die Vorboten des seit 1618 tobenden Dreißigjährigen Krieges Cottbus. An diesem Tag gab es erstmals Einquartierungen von Soldaten. In der Folgezeit zogen mehrmals Söldner, aber auch Flüchtlinge, durch die Stadt. Am 3. August 1626 zog Wallenstein mit seinem Tross durch Cottbus. Er kam mit 40.000 Mann und nächtigte auf dem Schloss Cottbus. Die Truppen lagerten zwei Tage in den umliegenden Dörfern und richteten großen Schaden an. Vom 26. bis 28. Oktober 1627 zog Oberst Fahrenbach mit mehreren tausend Mann Infanterie und Kavallerie durch Cottbus. Der Schaden für die Stadt belief sich auf mehr als 4000 Taler.
Im Februar und März des Jahres 1631 griff der kaiserliche Oberst Goetze Cottbus an. Die Stadt konnte sich zunächst einer Besetzung entziehen. Seit dem 26. Juni 1631 befand sich der schwedische Oberst Bock in Cottbus. Am 29. Juni nahte erneut Oberst Goetze mit rund 2500 Mann, zog durch die Furt am Sanzeberg und ließ die Stadt am Luckauer Turm stürmen. Erst Stunden später wurde die Stadtmauer zwischen Luckauer und Spremberger Tor überwunden und die Stadt eingenommen. Ein grausames Töten, Schänden und Plündern setzte ein. Dies dauerte bis zum Nachmittag des nächsten Tages. Oberst Goetze verlangte 16.000 Taler Kontribution. Da die Summe nicht aufzubringen war, wurden fünf Geiseln verschleppt. Ende September desselben Jahres zog Oberst Goetze erneut in Cottbus ein. Zwischen den Jahren 1632 und 1635 kamen erneut Kroatische Reiter, Weimarische Reiter, sächsische Truppen und Regimenter, welche die letzten Geld- und Verpflegungsreserven aus der Stadt sogen. Erneut brach die Pest aus. Die Stadtbevölkerung sank auf 700 Einwohner, davon 150 Bürger (Personen mit Bürgerrecht) und 550 Inwohner (Personen ohne Bürgerrecht). Vor dem Krieg waren es 3500 Einwohner.

### Vom Großen Kurfürsten bis zum Jahr 1806

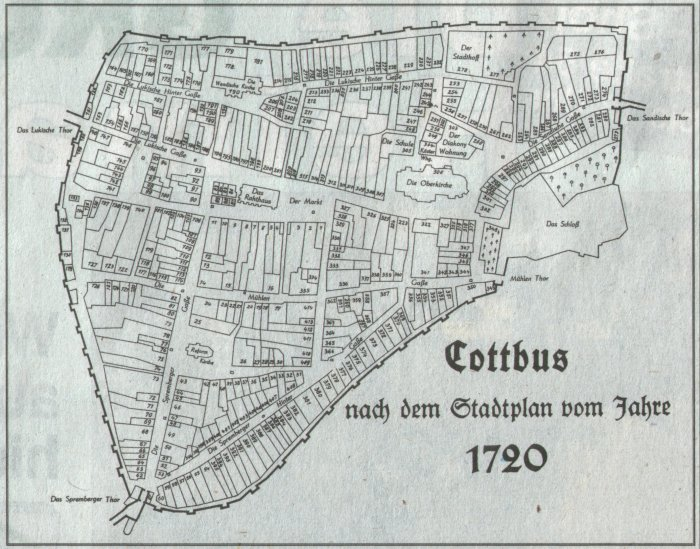
Der erste Stadtplan der Stadt Cottbus, entstanden im Jahr 1720 von Seyfried Handschky. Der Plan verzeichnet 417 Hausnummern.

Am 1. Dezember 1640 starb Kurfürst Georg Wilhelm in Königsberg. Nachfolger wurde sein Sohn Friedrich Wilhelm, der nachmalige Große Kurfürst, der bis 1688 regierte. Er war verantwortlich für den Wiederaufbau Brandenburgs nach dem 1648 beendeten Dreißigjährigen Krieg. Die Folgen des Krieges, die sich in Armut und Zerstörung zeigten, blieben auch in Cottbus über Jahrzehnte spürbar. Mitte März 1671 kam es zu einem Unglück in der Stadt. Es entwickelte sich ein Großbrand, welcher an der Stadtmühle entstand und nach kurzer Zeit die gesamte Stadt erfasst hatte. Bei diesem Unglück starben vier Menschen und hunderte Häuser wurden vernichtet. Als Folge dieses Brandes ordnete der Große Kurfürst an, dass die Dächer nicht mehr mit Stroh gedeckt werden dürfen und die Mauern aus Ziegelsteinen zu errichten seien.
Am 4. Oktober 1701 gründeten die Hugenotten in Cottbus eine französische Kolonie. Mit dem Pflanzen der ersten Maulbeerbäume im Jahr 1718 hielt die Seidenraupenzucht Einzug in Cottbus. Schon bald waren die Wallanlagen mit der Futterpflanze der Seidenspinnerraupe besetzt. Die Ergebnisse blieben aber bescheiden, Mitte des 19. Jahrhunderts wurde die Zucht wieder eingestellt. Der Soldatenkönig Friedrich Wilhelm I. ordnete 1719 die Stadtverwaltung neu. Die Zahl der Ratsherren wurde auf acht festgesetzt, davon drei Bürgermeister, ein Syndikus, ein Kämmerer, ein Stadtrichter und zwei Senatoren.
Im Jahr 1726 begann die erste zielgerichtete Bebauung außerhalb der Ringmauern. 1735 wurde das Neustädter Tor neu angelegt, um einen bequemeren Verkehr mit der Neustadt zu gewährleisten. Im November 1748 stürzte die Front des Rathauses zum Markt ein. Daraus ergab sich die Notwendigkeit des völligen Neubaus dieses Gebäudes. 1754 wurde der mittelalterliche Torturm des Sandower Tores abgerissen und durch ein einfaches Tor ersetzt. Seit dem Dreißigjährigen Krieg hatten Mauern, Wälle, Graben und Tore ihre militärische Funktion verloren und dienten nur noch als Zollgrenze.
Von 1756 bis 1763 tobte der Siebenjährige Krieg. Dieser machte sich auch in Cottbus bemerkbar. Wenn auch keine direkten Kampfhandlungen stattfanden, so gab es doch Durchzüge und Einquartierungen. Am 5. August 1758 zog der österreichische General Laudon mit 10.000 Mann ein und blieb neun Tage. 6000 Taler Tribut musste die Stadt zahlen. Als weitere 9000 Taler nicht mehr gezahlt werden konnten, wurden Bürgermeister und Kämmerer als Geiseln verschleppt. 1759 kamen erneut österreichische und auch russische Truppen, wieder wurden Geiseln genommen. 1760 musste das Korps des Generals Lacy mit 22.000 Mann versorgt werden. Der Krieg brachte der Stadt 82.000 Taler Schulden, die durch eine Erhöhung der Biersteuer getilgt wurde.
Im Jahr 1766 gab es erstmals eine Straßenbeleuchtung in Cottbus. 131 Straßenlaternen wurden auf Holzpfählen aufgestellt. 1773 erhielt der Turm des Spremberger Tores eine neue Haube. Am 16. Juni 1785 begann der Bau der Kolonie Sachsendorf. Anfang des Jahres 1796 brannte in Ströbitz das Dorf, 70 Gehöfte wurden zerstört. Am 5. April 1796 gab der Buchdrucker Johann Gottlieb Kühn die erste Cottbuser Zeitung heraus. Der Titel war „Neue Cottbusische Stadt- und Amtsnachrichten“. Sie wurde kurz nach der Erscheinung von der preußischen Regierung verboten.

### Besetzung unter Napoleon und preußischer Neubeginn
Nach der für Preußen verlorenen Schlacht bei Jena und Auerstedt gab es seit dem 2. November 1806 wieder feindliche Einquartierungen in Cottbus. 7000 Bayern führten sich äußerst gewalttätig auf und verursachten bis zum Dezember des Jahres einen Schaden von 44.000 Talern. Am 12. September 1807 wurde Cottbus (samt der Herrschaft Cottbus und Peitz) dem Königreich Sachsen unterstellt und der Niederlausitz angegliedert. Durch die Kontinentalsperre nahm die Cottbuser Wirtschaft schweren Schaden, Arbeitslosigkeit, Elend und Verteuerung der Lebensmittel folgten. Am 6. April 1808 brach in Cottbus aus diesem Grund die Branntweinrevolte aus. Cottbuser Handwerksgesellen setzten die Stadtverwaltung ab, senkten die Preise auf ein erträgliches Maß und schlugen die Branntweinköpfe von den Blasen. Ihrer Meinung nach war das Kornbrennen Schuld an den Preissteigerungen. Am 9. April stellte das Militär wieder die alte Ordnung her.
Napoleons gescheiterter Russlandfeldzug war auch in Cottbus spürbar. Im Februar 1813 zogen viele geschlagene Soldaten in elendem Zustand durch die Stadt. Durch Napoleons Niederlage ermutigt, nahm Marschall Blücher am 27. März 1813 Cottbus wieder in preußischen Besitz. Am 12. Mai kam Major von Lützow nach Cottbus. In seinem Gefolge waren 400 Mann, die von Friedrich Ludwig Jahn vor den Toren der Stadt ausgebildet wurden. Am 29. Mai folgte dann General von Bülow mit seinen Korps und lagerte in Cottbus. Am 15. Juni wurden von den Franzosen in Cottbus alle preußischen Wappen entfernt und die sächsischen wieder aufgestellt. Durch eine Verfügung der Regierung in Potsdam wurde Cottbus am 19. September 1813 wieder preußisch. Erst am 25. Mai 1815, nach Bestimmungen des Wiener Kongresses, kam Cottbus formalrechtlich wieder an Preußen, wie nun auch die gesamte Niederlausitz und der Norden und Osten der Oberlausitz.

## Das Zeitalter der Industrialisierung (19. Jahrhundert)

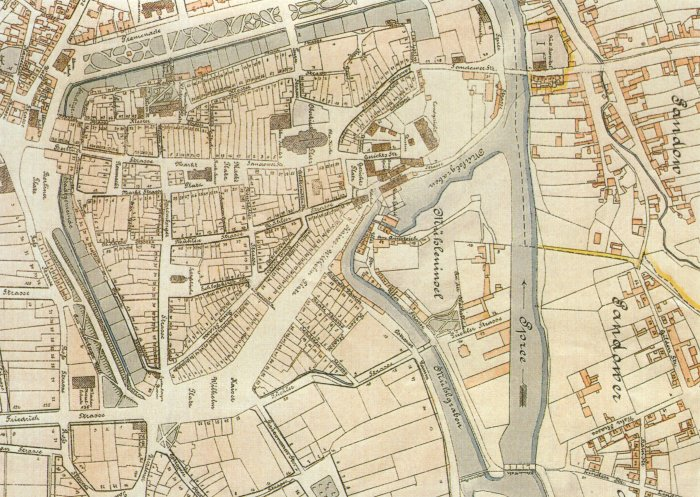
Stadtplan der Stadt Cottbus aus dem Jahr 1892. Sie ist nun ein Zentrum der Textilindustrie und ein Eisenbahnknotenpunkt.

Im September 1800 begann Carl Friedrich Claudius mit der Wachstuchproduktion. Neben seinem erfolgreichen Wirken in der Fabrik konstruierte er einen Wachstuchballon mit Flugwerk. Am 5. November 1811 stieg er mit diesem Gerät, der so genannten Claudiante, in Berlin auf und flog bis in die Nähe von Stettin.
In den Jahren 1816–1820 wurden viele neue Gewerbe in Cottbus gegründet, beispielsweise eine Wollgarn-Spinnerei und eine Baumkuchenbäckerei. Im Zuge des preußischen Verwaltungsaufbaus erhielt Cottbus im Oktober 1824 ein Landgericht. 1825 wurde der Umbau des Spremberger Turms fertig gestellt. Der mittelalterliche Torturm wurde mit einem Quadersockel und einer Zinnenkrone versehen.
Am 17. März 1831 wurde die revidierte Städteordnung eingeführt. Die vom Landrat, dem Bürgermeister und Vertretern der Bürgerschaft ausgearbeitete Stadtverfassung erhielt am 14. Dezember 1831 die Regierungsgenehmigung. Vom 12. bis 15. Februar 1832 fanden dann die Wahlen zum ersten Stadtparlament statt.

Im Oktober 1835 erhielt der Tuchmacher Heinrich Kittel eine Fabrikkonzession. Er vereinigte Spinnerei, Weberei, Walke und Appretur unter einer Leitung. Noch wurden die alten Maschinen von einem Pferdegöpel angetrieben. Anfang der vierziger Jahre wurden aber Dampfmaschinen und der Jacquardwebstuhl vorherrschend. Es waren die Anfänge der Großbetriebe in der Cottbuser Textilindustrie.

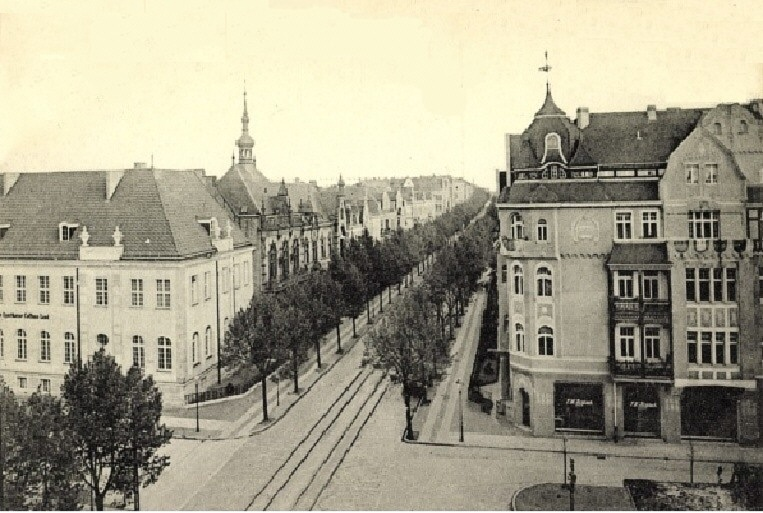
Bahnhofstraße (um 1880)

Im August 1844 wurde die Cottbus-Schwielochsee-Eisenbahn genehmigt. Die Eröffnung der Pferdeeisenbahn fand jedoch erst 1846 statt. An der Berliner Straße gab es einen Packhof, der auch als Zollstation diente. Im Jahr 1879 wurde die Strecke wieder eingestellt.
1846 begannen die Arbeiten zur Anlage des Branitzer Parks. 1848 hatte die Märzrevolution auch Cottbus erreicht. Am 18. April protestierten die Bewohner der Stadt gegen die schlechte Stadtverwaltung, hohe Steuern, hohe Preise und niedrige Löhne. Die Massen zogen mit schwarz-rot-goldener Fahne zum Rathaus. Dort flogen Steine, Fenster wurden eingeschlagen, Wohnungen aufgebrochen und geplündert. An diesem Tag wurde auch das Landeszeughaus gestürmt und Gefangene befreit.
Im November 1848 wurde die Segeltuchfabrik G. L. Schmogrow gegründet. Damit entstand auch in der traditionsreichen Leinenweberei ein leistungsstarker Großbetrieb. Am 15. November 1850 wurde in Cottbus die erste Briefmarke ausgegeben, ein Jahr später der erste Postbriefkasten aufgestellt. 1852 wurde die Handelskammer errichtet. Es folgte 1853 eine Königliche Bankagentur.
Mitte August 1857 kam es zum Brand des Fürstenhauses und des Schlossturms. Durch Selbstentzündung gelagerter Wolle entstand in der Spinnerei ein Feuer. 1858 wurde eine Telegrafenanstalt eingerichtet. Besonders Industrie, Militär und Verwaltung begrüßten diese technische Neuerung. Am 1. August 1860 wurde die Tuchfabrik Heinrich Jaeger gegründet. In der zweiten Hälfte des 19. Jahrhunderts kam es zur vollen Entfaltung der Cottbuser Textilindustrie. Zahlreiche Großbetriebe entstanden. Dazu gehören beispielsweise: 1861 Rudolph Kehrl & Sommerfeld, 1863 E. Tietze jun., 1865 Wilhelm Handreke, 1866 Heinrich Hübner, 1868 Hasselbach & Westerkamp, 1875 Hermann Löw, 1879 Durch & Hamann, 1880 Ludwig Polscher, 1882 Wilhelm Eschenhagen & Gebrüder Fritsch, 1884 Grovermann & Hoppe, 1888 Jürß & Elgler, 1889 Herrmann Hellwig, 1890 Max Meyer & Co. und 1891 Wilhelm Westerkamp. 1860 waren 1.899 Arbeiter in der Textilindustrie tätig, 1890 waren es schon 5.862. Wurden 1860 noch 42.000 Stück Tuche gefertigt, so waren es 1890 rund 150.000 Stück.

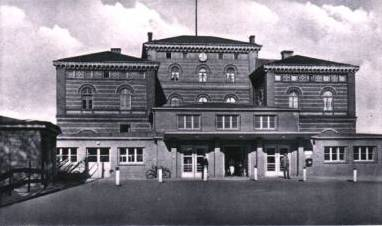
Der Bahnhof in Cottbus vor dem Zweiten Weltkrieg.

Ein Jahr später, 1861 begründete Theodor Kühn die Teppichindustrie. Ebenfalls in diesem Jahr wurde das städtische Gaswerk in Betrieb genommen, 1863 folgte die Cottbuser Feuerwehr. Die Grundsteinlegung für den Neubau des Friedrich Wilhelms Gymnasium erfolgte im Frühjahr 1865. Der Anschluss an das Eisenbahnnetz war für die Entwicklung der Stadt von äußerster Wichtigkeit. Durch den Bau der Strecken nach Berlin 1866, Görlitz 1867, Großenhain 1870, Falkenberg/Elster und Guben 1871, Sorau 1872 sowie Frankfurt (Oder) 1876 konnten Waren schnell und preiswert in alle Himmelsrichtungen verfrachtet werden, wodurch 1872 auch die Ära der Postkutschen in Cottbus endete. Mit dem Bahnbau wuchs die Stadt und es kam 1871/72 zu den ersten Eingemeindungen (unter anderem die drei Brunschwig-Siedlungen). Der weit vor den Toren der Stadt gelegene Bahnhof wurde seit Ende 1866 baulich angebunden. Es entstanden zahlreiche neue Straßen mit prächtigen Wohn- und Geschäftshäusern.
Im Jahr 1861 gründete sich ein Turnverein, dessen Mitglieder nach dem Großbrand vom 9. Mai 1862 eine Turnerfeuerwehr aufstellten, die sich im Februar 1863 konstituierte, was als Gründungsjahr der Cottbuser Feuerwehr gilt. Sie hatte bis 1877 Bestand, als Cottbuser eine Freiwillige Feuerwehr gründeten.
Im November 1877 gab es das erste Telefon in Cottbus, 1886 wurden die ersten Anschlüsse in der Stadt verlegt. Drei Jahre später wurden der Fernsprechverkehr mit Berlin, Görlitz, Forst, Guben und Spremberg aufgenommen. Seit dem 9. November 1886 bildete Cottbus einen eigenen Stadtkreis. Die Stadt schied damit aus dem sie umgebenden Landkreis aus. Im Mai 1893 durchquerte das erste Auto die Stadt Cottbus, im März 1894 fand die erste Messe statt. Dabei handelte es sich um eine Ausstellung für Gewerbe und Nahrungsmittel. Vom 24. Februar bis 21. April 1896 kam es zum Textilarbeiterstreik. Fast 6000 Arbeiter legten die Arbeit nieder. Sie erreichten dadurch, dass es zu keinen Entlassungen und keiner Lohnreduzierung kam. Dafür gab es freiwillige Lohnerhöhungen und eine einheitliche Einführung des Elf-Stunden-Tages.
Um die Jahrhundertwende entstanden in Cottbus mehrere wohltätige Stiftungen. So begründete Auguste Löber 1897 mit ihrem Erbe die Auguste-Stiftung, die sich um bedürftige, alleinstehende Frauen und Mädchen kümmerte. Der aus Cottbus stammende Tuchfabrikant Wilhelm Riedel baute zwischen 1896 und 1907 verschiedene Stiftungen auf, die sich um arme Witwen, Waisen und alte Menschen kümmerten.
Anfang Dezember 1898 wurden die Wasserleitungen in Betrieb genommen. Im April des folgenden Jahres folgte die Inbetriebnahme der Kanalisation, 1903 begann das Cottbuser Elektrizitätswerk seine Arbeit. Das war die Grundlage dafür, dass am 18. Juli 1903 die erste Straßenbahn durch die Stadt fuhr. Am 1. Oktober 1908 wurde das Cottbuser Stadttheater eingeweiht, am 27. Juni 1914 ein modernes Krankenhaus übergeben.

## Von Weltkrieg zu Weltkrieg (1914–1945)
Am 1. August 1914 nahm man auch in Cottbus den Beginn des Ersten Weltkrieges jubelnd auf („Augusterlebnis“). In einer Lokalzeitung hieß es „das deutsche Volk steht auf, der Sturm bricht los“. Am Gymnasium fanden Notreifeprüfungen statt. Einige Tage später zog das Infanterieregiment Nr. 52 unter dem Jubel Tausender Cottbuser zum Bahnhof. Die Stadtverordneten führten eine Kriegssitzung durch. Stadtanleihen sollten für Kriegszwecke zur Verfügung gestellt werden. Im September zeichneten die Bürger der Stadt Kriegsanleihen von sieben Millionen Mark.
Ebenfalls im September wurde auf der Rennbahn im Norden der Stadt ein Lager für 10.000 Gefangene eingerichtet. Am 4. September 1914 traf der erste Transport mit 7.000 Russen ein. Im Jahr 1915 entstand noch ein weiteres Gefangenenlager in Merzdorf. Bis zu 22.000 Kriegsgefangene konnten in den beiden Lagern interniert werden. Seit Februar 1915 kehrte auch in Cottbus die Not ein. Es wurde Kriegsbrot gebacken, dem 20 % Kartoffelmehl beigemischt wurde. Auch wurden nun die Brotkarte und andere Lebensmittelkarten eingeführt. Im März 1917 führte die Stadt Kriegsnotgeld ein, da es an Kleingeld mangelte. Seit 1917 gehörten Flugzeuge bei Übungsflügen über der Stadt zum allgemeinen Bild. Es wurde ein Militärflugplatz angelegt, Baracken und Flugzeughallen errichtet und die Fliegerersatzabteilung 12 aufgestellt.

### Weimarer Republik
Der nahe Zusammenbruch des Deutschen Kaiserreiches zeigte sich auch in Cottbus. Am 8. November 1918 zog ein Demonstrationszug durch die Straßen. Mit der Bildung eines Soldatenrates am 10. November und eines Arbeiterrates einen Tag später hielt die Novemberrevolution in Cottbus Einzug. Ende 1918 kehrte das Infanterie-Regiment Nr. 52 nach Cottbus zurück. Es verlor in den vier Kriegsjahren 332 Offiziere und 9018 Unteroffiziere. In dieser Zeit verloren auch etwa 1000 Cottbuser Zivilisten ihr Leben.

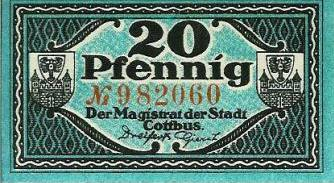
Cottbuser Notgeldschein zu 20 Pfennig.

Nach dem Kapp-Putsch von 1920 kam es auch in Cottbus zum Generalstreik. Am 15. März 1920 stießen Demonstranten am Spremberger Turm mit Reichswehrtruppen des Majors Buchrucker zusammen. Das brutale Vorgehen der Truppen führte zu vier Toten und fünf Verletzten. Darauf wurde die Bildung einer Roten Garde beschlossen, deren Leiter Albert Förster war. Im Anschluss gab es verschiedene Gefechte bei Branitz, Ströbitz und Willmersdorf.
Im April 1920 begann in Cottbus das Rundfunkzeitalter. Erstmals konnte eine Musiksendung empfangen werden, die vom Sender Königs Wusterhausen ausgestrahlt wurde. Im August 1923 kam es auch in Cottbus zur Hochinflation. Aus wirtschaftlicher Not musste schon im Januar die Straßenbahn stillgelegt werden. Auch die Gasversorgung war beeinträchtigt. Die Unternehmer gaben Bezugsscheine aus, um dem Geldmangel abzuhelfen. Die Inflation ruinierte nicht nur die Stadtfinanzen, sie traf auch jeden einzelnen Bürger. Vom 22. bis zum 27. Oktober 1923 fand der sogenannte Kottbuser Prozess statt, bei dem unter Ausschluss der Öffentlichkeit gegen 14 Beteiligte des Küstriner Putsches, darunter gegen den Anführer und Freikorpsführer Major Bruno Ernst Buchrucker vor Gericht verhandelt wurde, wobei 10 Putschisten verurteilt wurden. 1925 wurde das städtische Freibad und die Stadtbücherei eröffnet. 1928 folgte die Eröffnung des Dieselkraftwerkes, weil die Leistung des Elektrizitätswerkes den ständig steigenden Energiebedarf nicht mehr decken konnte. Im Februar 1929 betraf eine Aussperrung die Textilindustrie, wovon in Cottbus 7000 Arbeitnehmer betroffen waren.

### Zeit des Nationalsozialismus
Am 30. Januar 1933, dem Tag der „Machtergreifung“, fand ein Fackelzug durch die Cottbuser Straßen statt. Bereits zuvor hatten die Nationalsozialisten in Cottbus Fuß gefasst. Bei den Kommunalwahlen von 1929 gab es in der Stadt schon 3000 Stimmen für die NSDAP. Am 20. Juli 1932 strömten dann 40.000 Menschen auf das Rennbahngelände, um Adolf Hitler reden zu hören. Mit der Reichstagswahl im Juli 1932 wurde die NSDAP stärkste Partei in Cottbus. Die Oberbürgermeister dieser Zeit waren Henricus Haltenhoff und ab 1937 Freiherr Baselli von Süßenburg. Der zuständige Gauleiter im Gau Mark Brandenburg war Wilhelm Kube und ab 1936 Emil Stürtz.
Bereits im Februar 1933 begann die Verfolgung von Mitgliedern der KPD, SPD und anderer Regimegegner. Am 1. April 1933 wurden jüdische Geschäfte boykottiert. Sie wurden in einer SA-Kaserne an der Ostrower Straße Ecke Wasserstraße interniert und misshandelt. Dazu gehörte der KPD-Widerstandskreis um Willy Jannasch. 1937 wurde das alte preußische Gefängnis zum Frauengefängnis für den Kammergerichtsbezirk Berlin. Am 30. März 1936 wurden insgesamt 296 Gefangene gezählt, nicht mitgenannt wurden unzählige Antifaschisten, die hier inhaftiert waren. Ein Jahr später befanden sich schon 453 Gefangene in dem Lager in der heutigen Bautzener Straße. 1939 wurde es zum Frauenzuchthaus. Hier saß z. B. die spätere SED-Politikerin Greta Kuckhoff ein, auch die Ärztin Elfriede Paul berichtete über ihre Haft. Die Hamburger Lehrerin Erna Stahl wartete hier auf den Prozess vor dem Volksgerichtshof. Zu den Verfolgten aus Cottbus gehörte auch der evangelische sorbische Priester Bogumił Šwjela und die sorbische Aktivistin Pauline Krautz.
Im Jahr 1934 trat der Goldfund von Cottbus zu Tage, der in Berlin ausgestellt wurde. Nach ungewissem Verbleib als Beutekunst 1945 in der Sowjetunion wurde er 2007 wieder gezeigt.

Die Synagoge wurde 1938 niedergebrannt.

Während der NS-Zeit wurden ab 1935 an verschiedenen Standorten Kasernen erbaut, der Wohnungsbau kam dagegen fast zum Erliegen. Anfang 1937 war der Baubeginn des Cottbuser Abschnitts der Reichsautobahn (RAB) 9 Berlin–Breslau (heute Bundesautobahn 15). Die der Arbeitsbeschaffung dienende Maßnahme hatte vor allem strategische Bedeutung und gehörte zu den Kriegsvorbereitungen. So war Cottbus seit 1935 auch wieder Garnisonsstadt. Die Wirtschaft wurde zielgerichtet auf Belange der Kriegswirtschaft umgestellt. Als Zweigbetrieb der Zittauer Phänomen Werke Gustav Hiller AG wurden 1938 die Mechanischen Werke Cottbus (MWC) eingerichtet, wo leichte Zugkraftwagen für die Wehrmacht gebaut wurden. Die ca. 1000 Beschäftigten dort stellten im ersten Kriegsjahr monatlich etwa 150 Halbkettenfahrzeuge her. Ein Jahr später verlegten die Flugzeugwerke der Focke-Wulf GmbH Teile ihrer Produktion nach Cottbus und montierten an verschiedenen Standorten in der Stadt bis 1945 unter anderem das Jagdflugzeug Focke-Wulf Fw 190. Auf dem 1939 in Betrieb genommenen Fliegerhorst Drewitz war eine Flugzeugführerschule der Luftwaffe stationiert; weitere Flugplätze befanden sich direkt in Cottbus sowie in Neuhausen.
Während der Reichspogromnacht am 9. November 1938 brannten die Nationalsozialisten auch die Cottbuser Synagoge nieder. Einige Tage später begannen die Deportationen jüdischer Bürger in Konzentrationslager. Dies traf u. a. den Getreidegroßhändler Martin Reissner, dessen Betrieb „arisiert“ wurde. Mitte November 1938 verließ ein erster Transport die Stadt 1939 begann der Magistrat, „Judenhäuser“ einzurichten, in die zwangsweise alle jüdischen Einwohner ghettoisiert wurden; bis 1943 dienten dem die Häuser in der Münzstraße 42 und Roßstraße 27. Von hier wurden die meist älteren Menschen deportiert; im April 1942 ging ein größerer Transport ins Warschauer Ghetto. Den Vorsteher der Synagogengemeinde, Georg Schlesinger, brachte ein Sammeltransport Ende August 1942 nach Theresienstadt, wo er vermutlich starb. Im Frühjahr 1945 lebten in Cottbus noch 13 Juden in sog. „Mischehen“.
Siehe Liste der Stolpersteine in Cottbus.

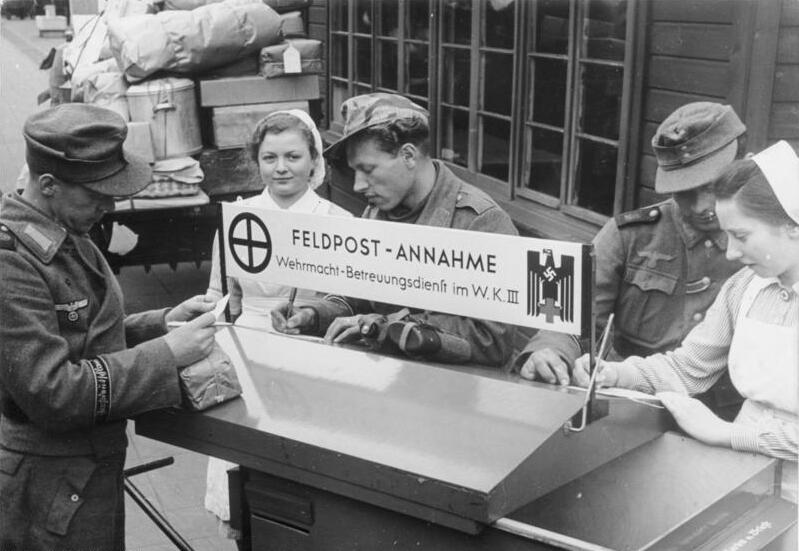
Mobile Feldpoststation 1944 in Cottbus

Am 1. September 1939 begann mit dem deutschen Überfall auf Polen der Zweite Weltkrieg. Im Herbst des Jahres 1940 erlebten die Cottbuser die ersten Luftangriffe auf die Stadt, so beispielsweise am 25. Oktober und zwischen dem 10. und 20. November. Die gewachsene Bedeutung für die kriegswichtigen Industrien machte die Stadt am 3. Januar 1944 zum Ziel des ersten Luftangriffs bei Tage. Auch in den folgenden Monaten heulten die Sirenen in der Stadt immer wieder auf und warnten vor erneuten Luftangriffen. Die ersten Flüchtlingstrecks erreichten Cottbus im Jahr 1944 und so ergab eine Zählung im Oktober, dass neben den Cottbuser Einwohnern 4828 Flüchtlinge zumeist aus Berlin und etwa 4000 ausländische Zwangsarbeiter in der Stadt lebten. Am 12. November 1944 wurde der Cottbuser Volkssturm vereidigt. Sein Quartier bezog der Volkssturm am 17. Dezember im Theaterhaus, hier wurde auch ein umfangreiches Munitionslager eingerichtet. Das Leben in der Stadt war zusammengebrochen, Strom und Gas wurden regelmäßig abgestellt.
Ein Bombenangriff der United States Army Air Forces zerstörte am 15. Februar 1945 große Teile der Stadt. 459 B-17-Bomber befanden sich im Anflug auf das Hydrierwerk Ruhland. Auf Grund der Wetterbedingungen konnten sie Ruhland nicht anfliegen und wählten als Ausweichziel Cottbus. Dabei wurden rund 4000 Sprengbomben auf das Bahnhofsgelände, die östlichen und südlichen Stadtbezirke, die Branitzer Siedlung und mehrere Industriebetriebe geworfen. Die Bilanz des Luftangriffes waren 1000 Tote, darunter 400 Kinder, 2500 Verwundete, 356 zerstörte Wohnhäuser sowie 3600 beschädigte Wohnungen, so dass über 13.000 Cottbuser obdachlos waren. Am 22. April 1945 nahm die 1. Ukrainische Front der Roten Armee unter Marschall Iwan Stepanowitsch Konew nach dreitägigen verlustreichen Kämpfen mit der Wehrmacht die Stadt ein. Die Heeresgruppe Weichsel hatte die Stadt zuvor um jeden Preis verteidigen wollen und postierte mit der Cottbuser Gruppierung zahlreiche Einheiten im Gebiet der Stadt. Dazu gehörten Soldaten der 342., 214. und 275. Infanteriedivision der Wehrmacht, sowie einige selbständige Einheiten, der Volkssturm und Panzertruppen der SS. Bei den Kämpfen wurden viele der deutschen Verbände aufgerieben oder zogen sich zurück, nur 1700 Soldaten gingen in Cottbus in Gefangenschaft. 60 % der Wohnungen und 60 % der Industriebetriebe erlitten Schäden. Von den etwa 55.000 Bewohnern vor Kriegsbeginn waren nur noch etwa 3.000 in der Stadt. Der Zweite Weltkrieg endete letztlich mit der Bedingungslosen Kapitulation am 8./9. Mai 1945.

## Vom Roten Stern zu Hammer, Zirkel, Ährenkranz (1945–1989)

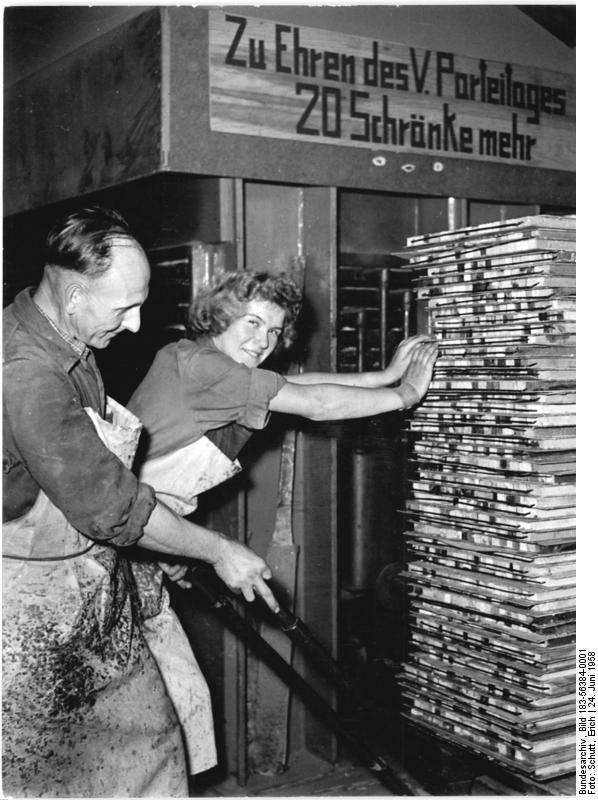
Arbeit in einer Möbelfabrik in Cottbus (1958): 20 Schränke mehr zu Ehren des V. Parteitages der SED

Bereits am 13. Mai 1945 wurde das erste Nachkriegsmagistrat ernannt. Die ersten Tage nach der Einnahme der Stadt kam es zu Plünderungen, Vergewaltigungen, Verschleppungen und auch Erschießungen. Nur allmählich kam das öffentliche Leben wieder in Gang. Die Besatzungsmacht überwachte alle Arbeiten und Tätigkeiten, häufig unter Willkür und Übergriffen. Am 20. Mai konnte die Elektrizitätsversorgung wieder aufgenommen werden. Wenig später wurde wieder Gas geliefert und die Wasserversorgung in Betrieb gesetzt.
In den ersten Jahren nach Kriegsende waren die Cottbuser mit der Beräumung der Straßen vom Kriegsschutt, Beseitigung der Trümmer, Inbetriebnahme der Industrie, des Verkehrs, der Handwerks- und Handelseinrichtungen beschäftigt. Außerdem mussten Flüchtlinge zu Tausenden untergebracht und die medizinische Versorgung gewährleistet werden. Bis zum Sommer 1945 war die Einwohnerzahl wieder auf etwa 35.000 angewachsen.

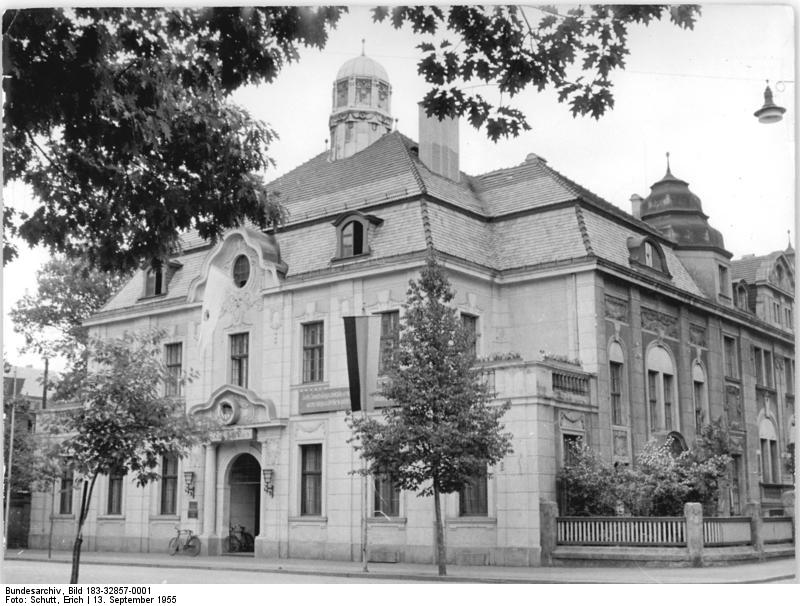
Cottbus, Haus der Deutsch-Sowjetischen Freundschaft und Rundfunkhaus (1956)

Zur Durchsetzung und Sicherung der kommunistischen Macht mussten die Sozialdemokraten unter sowjetischem Druck einer Zwangsvereinigung folgen, aus SPD und KPD entstand die SED. In Cottbus wurde dieser Akt am 24. März 1946 besiegelt. Im September und Oktober 1946 fanden Gemeinde-, Kreistags- und Landtagswahlen statt. Die Sowjetische Besatzungszone wurde in fünf Länder aufgeteilt. Am 12. Oktober 1949 fand eine Großkundgebung in Cottbus statt, auf der 30.000 Menschen die am 7. Oktober vollzogene Gründung der DDR begrüßten.
Bereits seit dem 2. August 1925 erfolgten regelmäßige Sendungen des Deutschen Radio-Klubs aus Cottbus. Sie hatten eine Empfangsreichweite von bis zu 600 Kilometern. Im Jahr 1946 wurde das Studio Cottbus des Landessenders Brandenburg gegründet. Es strahlte ausschließlich Rundfunkprogramme aus. Die DDR-Regierung unterstellte das Studio ab dem Jahr 1952 dem Nationalen Komitee für Rundfunk. In der Folgezeit wurden tägliche bis zu sechsstündige, regionale Hörfunksendungen auf Radio DDR II in deutscher und niedersorbischer Sprache produziert. Im Jahr 1989 erhielt das Studio Cottbus ein eigenes Außenstudio in Bautzen für die Produktion von Hörfunksendungen in obersorbischer Sprache.
Am 1. Juli 1950 verlor die Stadt den kreisfreien Status. Aus den Kreisen Guben, Forst, Cottbus-Stadt und Cottbus-Land entstand der neue Landkreis Cottbus. 1952 wurde dieses Gebilde wieder aufgelöst und 1954 wurde Cottbus wieder kreisfrei. Am 11. August 1952 erfolgte die Auflösung der fünf Länder in der DDR und die Schaffung von 14 Bezirken, wodurch Cottbus Bezirkshauptstadt wurde. Am 17. Juni 1953 kam es auch in Cottbus zum Volksaufstand. Als Beschränkungen im Lebensstandard vorgenommen werden sollten, gingen die Menschen auf die Straße und erhoben auch politische Forderungen. In den Betrieben, insbesondere im Reichsbahnausbesserungswerk, wurde die Arbeit niedergelegt, 2500 Beschäftigte streikten. Sowjetische Panzer und sog. Arbeiterwehren schlugen den Aufstand bis zum Abend nieder.
1951 übertrug die SED das Gefängnis dem DDR-Innenministerium und somit der Deutschen Volkspolizei. Damit verschärfte sich das Haftregime, da sie den bisherigen Strafvollzug als von „falschen humanitären Gedanken“ geprägt ansah. Seit Mitte der 1960er Jahre entwickelte sich das Gefängnis immer mehr zum Schwerpunktgefängnis für ausreisewillige DDR-Bewohner, die wegen der Vorbereitung oder Durchführung einer Republikflucht verurteilt worden waren, auch saßen dort viele politische Häftlinge, so Axel Reitel. Heute besteht dort die Gedenkstätte Zuchthaus Cottbus.
Der Bezirk Cottbus wurde ab 1957 zum wichtigsten Kohle- und Energielieferanten der DDR. Aber auch das Bauwesen, die Textil- und Möbelindustrie sowie die Nahrungsmittelproduktion bestimmten die Wirtschaftsstruktur der Stadt. Seit dem 29. September 1969 wurden neue Werkshallen erbaut. Diese gehörten zum Textilkombinat Cottbus. Dort wurden auf Strickmaschinen Polyestergarn zu textilen Flächen verarbeitet. Am 4. April 1972 wurden viele Betriebe in Cottbus – wie auch in der ganzen DDR – verstaatlicht und gingen in Volkseigentum über.
1954 wurde die Hochschule für Bauwesen gegründet, neben Leipzig und Dresden die dritte Bau-Hochschule der DDR. Sie wurde aus politischen Gründen 1963 wieder geschlossen und 1969 als Ingenieurhochschule für Bauwesen linienkonform neu gegründet. Daraus wurde 1990 die BTU.
Im Januar 1975 stürzte ein auf dem Flugplatz Cottbus-Nord stationiertes NVA-Jagdflugzeug des JG-1 vom Typ MiG-21 über dem Stadtgebiet ab. Dabei starben der Pilot und fünf Bewohnerinnen, als die MiG in einen Wohnblock stürzte. Eine weitere Bewohnerin erlag später ihren Verletzungen.
Am 4. September 1976 wurde Cottbus durch die Geburt des 100.000 Einwohners die 15. Großstadt der DDR. Am 5. Oktober 1978 wurde der neue Bahnhof eingeweiht, am 14. Dezember 1982 folgte die Übergabe des Bezirkskrankenhauses, des heutigen Carl-Thiem-Klinikums. Der Oberbürgermeister von 1973 bis zum Rücktritt 1989 wegen Wahlfälschung war Erhard Müller (SED)

## Wende zur Demokratie (seit 1989)

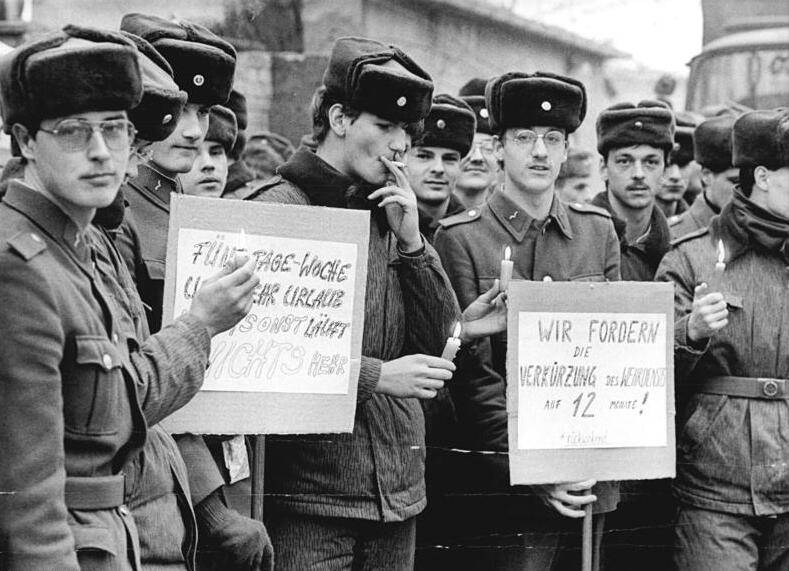
Soldatendemonstration in Cottbus Januar 1990

Am 7. Mai 1989 fanden Kommunalwahlen statt. Auch in Cottbus kam es bei dieser Wahl zu Manipulationen und Betrug. Am 30. Oktober fand in Cottbus die erste Montagsdemonstration statt. Nach der Wende und dem Übergang zu einer parlamentarischen Demokratie folgten im Februar und März 1990 der Wahlkampf und die einzige demokratische Wahl für die Volkskammer am 18. März. Am 1. Juli löste mit Inkrafttreten der Wirtschafts-, Währungs- und Sozialunion der beiden deutschen Staaten die D-Mark die Mark der DDR als gesetzliches Zahlungsmittel ab.
Mit dem Beitritt der Gebiete der DDR zum Geltungsbereich des Grundgesetzes für die Bundesrepublik Deutschland am 3. Oktober 1990 wurde die Wiedervereinigung der beiden deutschen Staaten vollzogen. Durch die Privatisierung der Wirtschaft begann ein tief greifender Strukturwandel in Stadt und Region. Cottbus wandelte sich zu einem Dienstleistungs-, Wissenschafts- und Verwaltungszentrum. 1992 erhielt das Cottbuser Stadttheater den Status des brandenburgischen Staatstheaters.

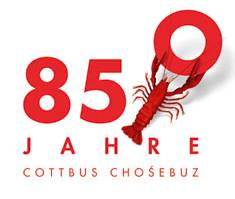
Logo zur 850-Jahr-Feier

Im Zuge der brandenburgischen Kreisreform von 1993 wurde der Landkreis Cottbus Teil des neu gebildeten Landkreises Spree-Neiße. Die Stadt selbst blieb weiterhin kreisfrei. Höhepunkt einer mehrjährigen Entwicklungsarbeit war die Eröffnung der Bundesgartenschau in Cottbus am 29. April 1995 als erste Bundesgartenschau in den neuen Ländern, die am 8. Oktober nach 2,3 Millionen Besuchern wieder ihre Pforten schloss. Im Jahr 2001 gewann die Stadt Gold beim Bundeswettbewerb „Unsere Stadt blüht auf“. Im Jahr 2006 beging die Stadt Cottbus die 850-Jahr-Feier der urkundlichen Ersterwähnung. Seit dem 1. Januar 2007 ist der Sitz des Finanzgerichts Berlin-Brandenburg in Cottbus.
2014 wurde die aus dem Jahre 1714 stammende evangelische Schlosskirche in der Spremberger Straße vom Jüdischen Landesverband erworben, um dort 2015 wieder eine Synagoge, die erste im Land Brandenburg nach dem Holocaust, einzurichten.